# Mario Giovana
(Storia di una formazione partigiana - Resistenza nel Cuneese, Dedica)
Mario Giovana (Nizza, 13 settembre 1925 – Cuneo, 27 ottobre 2009) è stato un partigiano, giornalista e storico italiano.

## Biografia
È stato comandante partigiano nel Cuneese. Amico e compagno di molti uomini di Giustizia e Libertà, tra i quali Aldo Garosci, Vittorio Foa, Carlo Levi, Riccardo Levi, Franco Venturi ed Emilio Lussu. Dopo aver militato dal 1951 nel movimento dei socialisti indipendenti di Valdo Magnani, dal 1957 per sette anni è stato membro del Comitato Centrale del PSI di Pietro Nenni.
Nel 1970 fu eletto consigliere regionale del Piemonte nelle liste del Partito Socialista di Unità Proletaria che aveva contribuito a fondare. Nel luglio del 1972 aderì al Partito Comunista Italiano. I suoi interventi in consiglio regionale sono raccolti nel quaderno CIPEC N. 64 curato dallo storico Sergio Dalmasso.
Per lunghi anni ha svolto attività di giornalista ed è inoltre scrittore di numerosi saggi di storia contemporanea. Ha collaborato a riviste italiane e straniere di storia contemporanea.
È scomparso nel 2009 all'età di 84 anni.
A lui è dedicato il Centro Culturale di Mombasiglio "Mario Giovana".